# Pablo Álvarez (hiszpański piłkarz)
Pablo Álvarez Núñez (ur. 14 maja 1980 w Oviedo) – hiszpański piłkarz występujący na pozycji prawego skrzydłowego.
Wychowanek CD Lugo. W swojej karierze grał w Sportingu Gijón, Deportivo La Coruña, Racingu Santander, CD Lugo, UP Langreo, New York City, Wilmington Hammerheads i UD Llanera.